# Like Mike 2: Streetball
Like Mike 2: Streetball (Pequenos Grandes Astros 2 (título em Portugal) ) é um filme do gênero comédia , é a sequencia de Like Mike. Foi dirigido por David Nelson e lançado em 6 de junho de 2006 diretamente em DVD. Este filme não possui qualquer membro do elenco original nem há qualquer menção ao filme anterior.

## Elenco
Jascha Washington - Jerome
Kel Mitchell - Ray
Michael Beach - Senior
Brett Kelly - Rodney
Micah Williams - Nathan (é Micah Stephen Williams)
Blu Mankuma - Treinador Archie
Michael Adamthwaite - Dalton
Moneca Delain - Lexi
Enuka Okuma - Lydia
Mohammed Wenn - Raindrop
Joel Haywood - Cavity